# Chenzhou
Chenzhou (chiń. 郴州; pinyin Chēnzhōu) – miasto o statusie prefektury miejskiej w środkowych Chinach, w prowincji Hunan. W 2010 roku liczba mieszkańców miasta wynosiła 177 774. Prefektura miejska w 1999 roku liczyła 4 500 316 mieszkańców.